# Шале, Франсуа
Франсуа Шале (фр. François Chalais, настоящее имя и фамилия Шарль-Франсуа Бауэр (фр. François-Charles Bauer), 15 декабря 1919, Страсбург, Франция — 1 мая 1996, Париж, Франция) — французский журналист, репортёр, писатель и историк кино. Приз Франсуа Шале, названный в его честь, вручается ежегодно на Каннском международном кинофестивале.

## Биография
Шарль-Франсуа Бауэр родился 15 декабря в 1919 году в городе Страсбурге во Франции. Журналистскую карьеру начал во время немецкой оккупации Франции в годы Второй мировой войны, сочиняя для ряда коллаборационистских изданий. Однако, он был награжден Медалью Сопротивления после освобождения и продолжал долгую и плодотворную карьеру, прежде всего, сотрудничая с "France Soir" с 1976 по 1986 год и "Le Figaro" с 1980 по 1987 год. Шале был постоянным сотрудником на французском телевидении во время Каннского кинофестиваля, брал интервью у знаменитостей и звезд кино, часто со своей первой женой и коллегой Франс Рош.
Шале написал двадцать книг, в том числе семнадцать романов и три книги воспоминаний. Он также автор нескольких киносценариев и режиссёр двух телевизионных фильмов.
В 1975 году Франсуа Шале получил за свою карьеру награду от Академии.
Шале был женат на Мэй Чен (урожденная Нгуен Тхи Хоа).
В 1969 году он был членом жюри на 19-м Берлинском международном кинофестивале; в 1978 — членом жюри 31-го Каннского кинофестиваля.
Франсуа Шале умер 1 мая 1996 года в Париже, Франция, от лейкемии. Был похоронен на старом кладбище Нейи-сюр-Сен.

## Фильмография
| Год  |     | Название на русском    | Оригинальное название  | Режиссер | Сценарист |
| ---- | --- | ---------------------- | ---------------------- | -------- | --------- |
| 1949 |     | Портрет убийцы         | Portrait d'un assassin |          | Yes       |
| 1952 |     | Я сею при любом ветре  | Je sème à tout vent    |          | Yes       |
| 1953 |     | Влюбленные из Толедо   | Les amants de Tolède   |          | Yes       |
| 1953 |     | Спальня старшеклассниц | Dortoir des grandes    |          | Yes       |
| 1956 |     | Сострадание к вампирам | Pitié pour les vamps   |          | Yes       |
| 1957 | к/м |                        | Les marines            |          | Yes       |
| 1958 |     | Красавица и цыган      | La belle et le tzigane |          | Yes       |
| 1961 | к/м | История собаки         | Une histoire de chiens |          | Yes       |
| 1962 | т/ф | Пес                    | Le chien               | Yes      | Yes       |